# Якитори
Якитори (на японски: 焼き鳥, やきとり), буквално „птица, изпечена на скара“, са японски вид пилешки шишчета.
Всяко шишче се прави от няколко хапки пилешко месо или пилешки дреболии, нанизани на бамбуков шиш и изпечени на скара, обикновено на дървени въглища.
Консуматорите на якитори обикновено имат избор да си го поръчат просто със сол (и понякога лимонов сок), или със сос „таре“, който се прави основно от мирин, сладко саке, соев сос и захар. Нанизаното на шишче месо се обработва със соса и се пече на скара и се сервира с таре соса за топене.
Якитори е много популярно ястие в Япония. Много работещи японци купуват едно якитори и една бира от сергиите за якитори на път от работа за вкъщи. Якитори е също и обичайно евтино мезе за бира в изакаите.
Строго погледнато, думата „якитори“ обозначава само шишчетата от различни пилешки части и зеленчуци. Храна, нанизана на шишчета и изпечена на скара по подобен начин, но с други съставки като говеждо, свинско, риба или морски дарове обикновено също се предлага в заведенията за якитори в Япония и се нарича кишияки (на японски: 串焼、くしやき), буквално „шиш на скара“. Извън Япония обаче и дори в някои райони на Япония (особено Кюшу, град Хигашимацуяма и части от Хокайдо) те се наричат също „якитори“.